# Caraxar

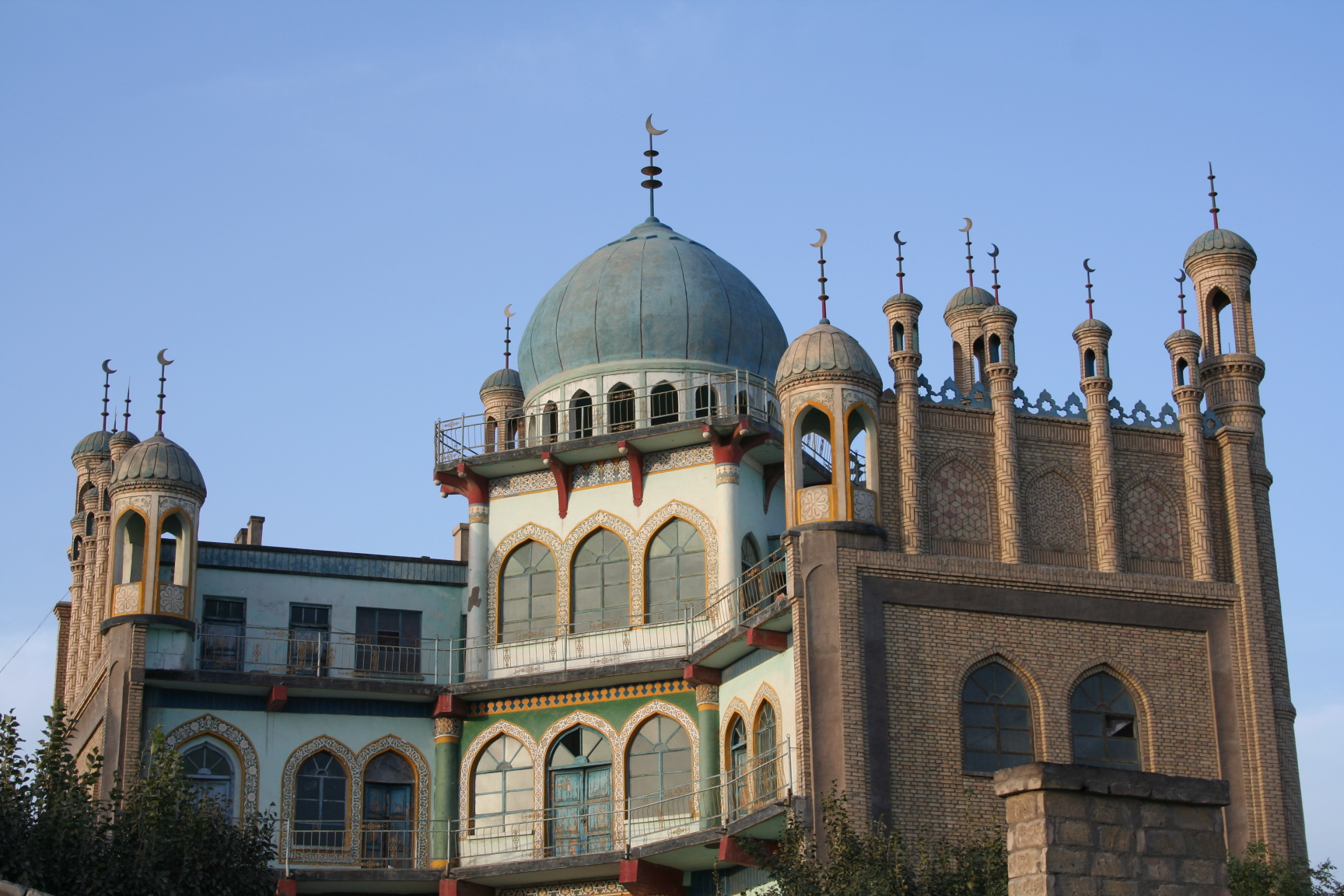
Mesquita de Caraxar

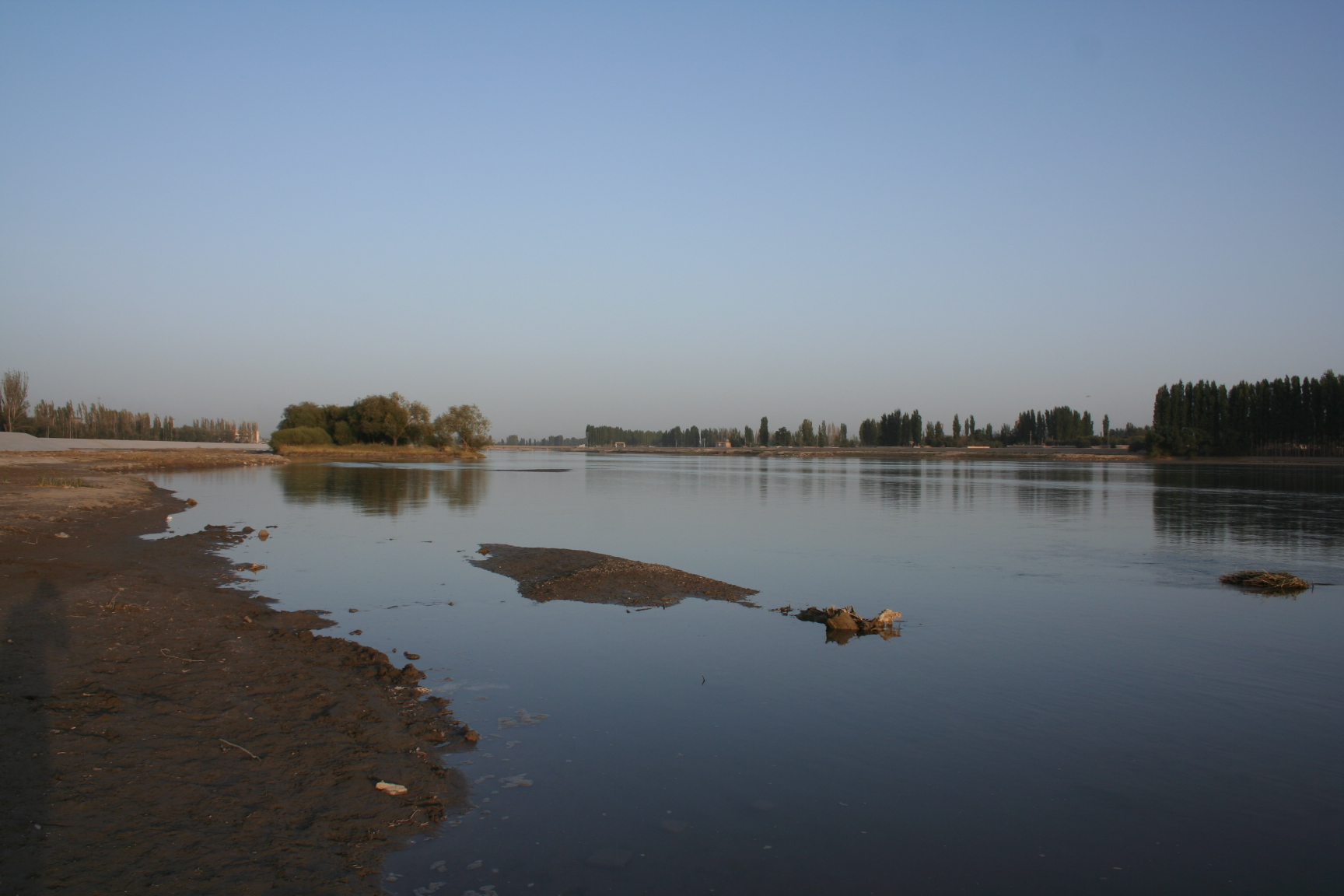
Rio Kaidu

Caraxar (em uigur:  قاراشەھەر; romaniz.: Qarasheher, Karashahr) ou Yanqi (em chinês: 焉耆; romaniz.: Yānqí) é uma cidade em Sinquião (China), situada em um  oásis na variante terrestre da Rota da Seda que passa ao norte do Deserto de Taclamacã/Bacia do Tarim. Está a oeste de Turfã e a leste de Cucha. Os mais antigos vestígios do budismo no local são as ruínas de dois complexos de templos, que datam dos séculos III e IV.

## História
No censo de 2000, sua população era de 29.000 habitantes. No censo de 2006, sua população era de 31.773 habitantes, dos quais: 16.032 eram da etnia hãs, 7.781 da etnia Hui, 7.154 uigures, 628 mongóis, 178 de outras etnias. A população rural era de 1.078 pessoas.
A cidade está nas margens do Rio Kaidu, é servida pela Rodovia 314 e pela Estrada de Ferro do Sul de Sinquião, sendo um importante centro de distribuição e de negócios na região.
Outro ponto de referência é o Lago Bosten, situado a 24 quilômetros a leste da cidade. Até o século II a.C., o local era um reino budista controlado pelos Xiongnu, quando passou ao controle chinês, na época da Dinastia Hã. Em 94, Ban Chao liderou uma campanha punitiva contra a cidade, depois que eles mataram Mu Chen Guo Xun em 75. Outra rebelião foi sufocada pelo filho de Ban Chao em 127. Em 644, o Imperador Taizong, da Dinastia Tang atacou cidade que havia se aliado aos turcos, e foi estabelecida uma guarnição chinesa no local.
O mais antigo relato de uma visita de um europeu no local data de 1605, e refere-se ao jesuíta português Bento de Lego Gis, que visitou o local quando viajou entre a Índia e a China. Gis e seus companheiros de viagem passaram três meses no "Reino de Cialis" e depois seguiram, juntamente com uma caravana de mercadores proveniente de Casgar, a caminho do litoral, na época da Dinastia Mingue China.